# 伊勢川口站

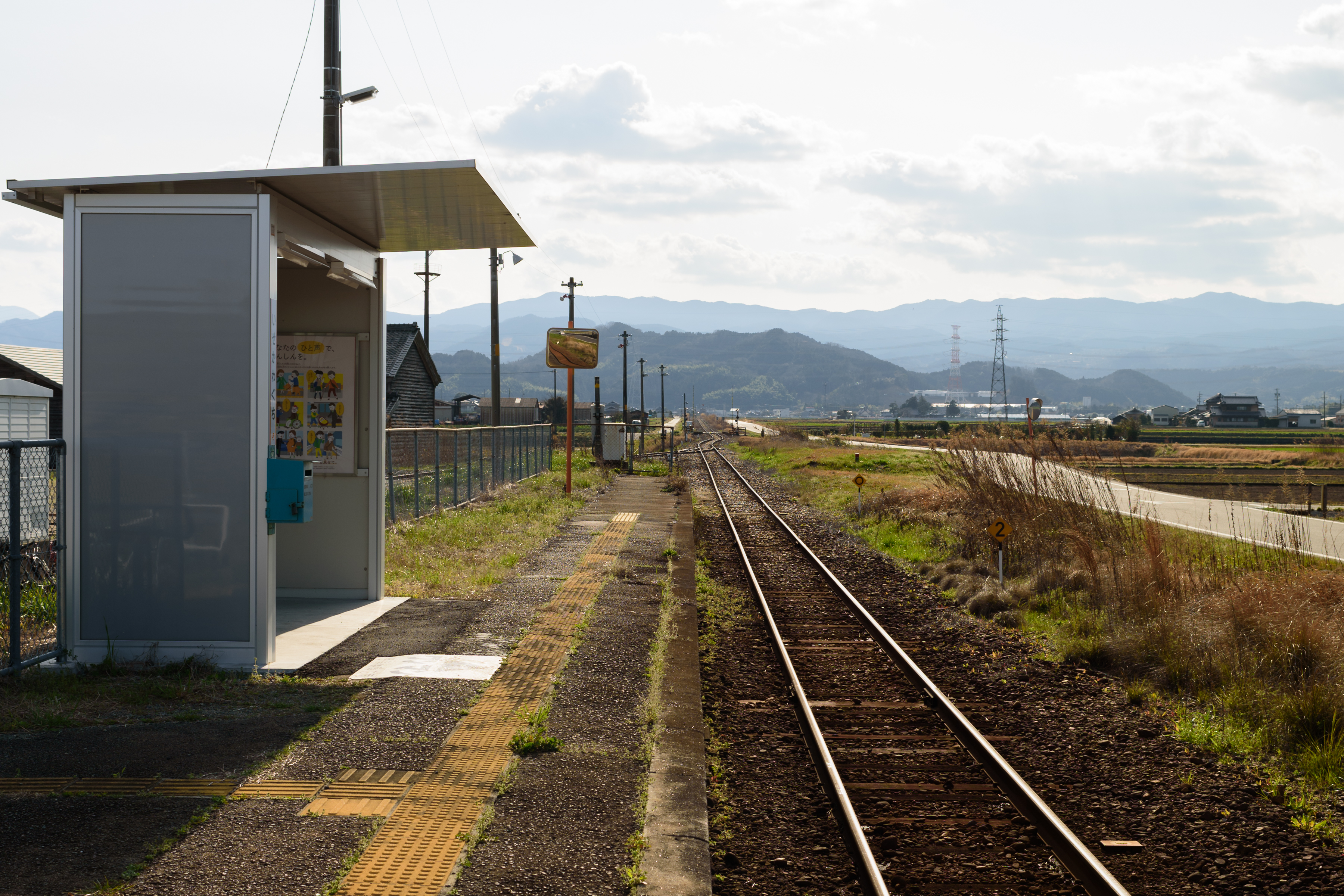
候車室與月台（2017年3月）

伊勢川口站（日语：／ Ise-kawaguchi eki */?）是位於三重縣津市白山町川口，東海旅客鐵道（JR東海）的名松線車站。

## 歷史

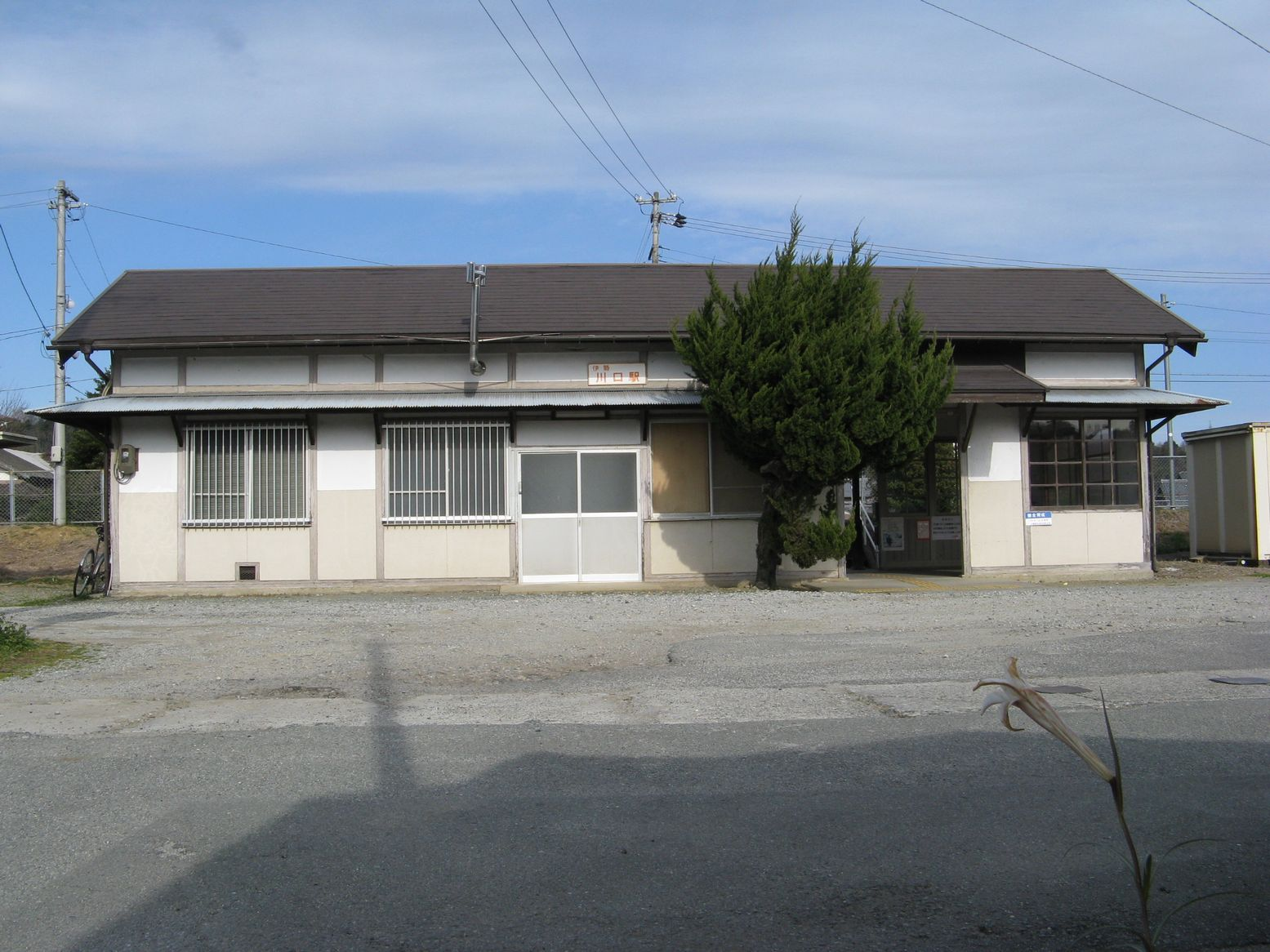
舊站房（2008年1月）

- 1925年（大正14年）11月27日 - 中勢鐵道（日语：中勢鉄道）車站啟用。
- 1931年（昭和6年）9月11日 - 國鐵（當時為鐵道省）名松線井關至家城之間開通，名松線伊勢川口站啟用[1]。當時為一般車站。
- 1943年（昭和18年）2月1日 - 中勢鐵道廢止。
- 1965年（昭和40年）10月1日 - 終止起卸貨物和行李業務。
- 1987年（昭和62年）4月1日 - 伴隨國鐵分割民營化，車站由東海旅客鐵道（JR東海）營運[1]。
- 2015年（平成27年）12月 - 車站大樓拆卸[2]。
- 2016年（平成28年）3月 - 建設候車室[2]。

## 車站構造
車站是一座地面車站，設有1面1線的單式月台。此站曾經設有列車交會設施。
此站是由松阪站管理的無人車站。
此站曾經設有延伸至久居站的中勢鐵道（私鐵），使此站成為交通的要塞。因此，此站的舊車站大樓比家城站和伊勢奧津站（舊車站大樓）還要大。後來，於1931年（昭和6年）建成的舊車站大樓已經拆毀，並於2016年（平成28年）於月台上新建候車室。
此站設有用作停泊維護車輛的側線，為名松線唯一現役的側線。

## 利用狀況
根據「三重縣統計書」，以下為1日平均乘車人次列表：
| 年度   | 1日平均 乘車人次 |
| ------ | ---------------- |
| 1998年 | 27               |
| 1999年 | 24               |
| 2000年 | 22               |
| 2001年 | 23               |
| 2002年 | 21               |
| 2003年 | 19               |
| 2004年 | 16               |
| 2005年 | 14               |
| 2006年 | 18               |
| 2007年 | 19               |
| 2008年 | 19               |
| 2009年 | 14               |
| 2010年 | 15               |
| 2011年 | 15               |
| 2012年 | 16               |
| 2013年 | 15               |
| 2014年 | 12               |
| 2015年 | 14               |
| 2016年 | 15               |
| 2017年 | 13               |
| 2018年 | 12               |
| 2019年 | 11               |

## 車站周邊
- 白山川口郵局（西南方0.9公里）
- 津市立川口小學
- 榊原溫泉（日语：榊原温泉）
- 白山鄉村高爾夫俱樂部
- 大三站 - 近鐵大阪線（北邊約2.5公車，乘車約10分鐘，步行約30分鐘）

## 巴士路線
- 三重交通
  - 12系統：前往竹原
  - 12系統：前往久居站

## 相鄰車站
東海旅客鐵道（JR東海）
名松線
伊勢大井－伊勢川口－關之宮

### 曾經存在的路線
中勢鐵道
鐵道線
廣瀨－伊勢川口

## 注腳
1. 1 2  曾根悟（監修）. 朝日新聞出版分冊百科編集部（編集） , 编. . 週刊朝日百科. 25号 紀勢本線・参宮線・名松線. 朝日新聞出版. 2010-01-10: 26-27 （日语）.
2. 1 2 3  西崎 2019，第66頁.
3. ↑  三重県統計書 （页面存档备份，存于） - 三重県